# Iuri Kerpatenko
Iuri Leonídovitx Kerpatenko (9 de setembre de 1976, Kherson, Regió de Kherson, RSS d'Ucraïna - 28 de setembre 2022 (data de notificació), Kherson) va ser un director director d'orquestra i acordionista ucraïnès. Va ser director en cap del Teatre de Música i Drama de Kherson.

## Biografia
Va néixer el 9 de setembre de 1976 a Kherson. Va començar a tocar música a set anys. El 1991, es va graduar amb honors a classe d'acordió amb el professor Kostruba. Durant els seus estudis, va assolir repetidament els primers llocs en concursos regionals entre els estudiants de les escoles de música.
El mateix 1991 va ingressar a l'escola de música de Kherson a la classe del professor Melnichenko. Durant els seus estudis, va ser guardonat diverses vegades als concursos regionals i estatals d'intèrprets d'instruments populars, en particular, fou guardonat del II premi al concurs d'estudiants de les escoles de música celebrat a Kherson el 1995. Es va graduar a l'escola de música l'any 1995 a la classe d'acordió i va estudiar composició a la classe de Wallerstein. Va escriure una sèrie d'obres per a acordió, piano, folk i orquestres de cambra, que es van incloure en el repertori de l'orquestra popular de la Universitat Estatal de Kherson, diversos conjunts d'instruments populars, de l'orquestra de cambra "Gilea" de la Filharmònica Regional de Kherson. El mateix any va ser guardonat amb el II premi del concurs d'instruments populars, que es va celebrar a Kherson.
L'any 2000 es va graduar a l'Acadèmia Nacional de Música de Kíev que porta el nom de Piotr Txaikovski que li feia classe d'acordió (amb els professors Pankov i Fedorov), i el 2004 al departament d'òpera i direcció simfònica (amb Hnedash i Kolodub).
Com a director en cap de l'orquestra de cambra "Gilea", l'any 2000 va començar a treballar a la Filharmònica Regional de Kherson. El col·lectiu va participar en el festival de música de cambra i simfònica "Trobades de maig" (2005, Kirovohrad), el festival de música de cambra "Amadeus" (2006, Kherson) i el concurs internacional "Art acadèmic de la joventut" (Nova Kakhovka). El febrer de 2015, juntament amb Vladyslav Bilyavsky, va dirigir un concert per a l'aniversari de l'Artista del Poble d'Ucraïna Hryhori Vazin, el fundador i durant un quart de segle director de l'orquestra de cambra Gilea.
Des del 2004 va ser director en cap del Teatre de Música i Drama de Kherson, on va ser l'iniciador de la creació de programes orquestrals teatrals "Música màgica de l'orquestra", "Capturat per la música, el teatre i el cinema". El maig de 2010, juntament amb la companyia del teatre, va anar a la ciutat de Nogent-sur-Marne, prop de París, per participar en el programa «Camina, Slav!» com a acordionista. Va treballar activament com a director d'orquestra, complint encàrrecs per a conjunts i orquestres.
El 13 d'octubre de 2022, hi va haver una notícia sobre el tiroteig contra Iuri Kerpatenko per part d'ocupants russos que havien entrat a casa seva. La corresponsal Olena Vanina va publicar informació sobre això: "Avui el director de la Filharmònica de Kherson ha estat afusellat pels ocupants. Es va negar a cooperar amb ells. Van dir: "Tornem a venir a tu". Van arribar a casa seva i allà li van disparar. M'agradaria que tota Ucraïna ho sàpiga. Era un director d'orquestra molt talentós, i sobretot arranjador. Segons diversos mitjans va ser assassinat per militars russos en haver-se negat a participar en un concert a Kherson per a demostrar "la millora de la vida cívica".
Era casat i tenia una filla.

## Obres de teatre
- El musical "Malyuk" de Iuri Xevtxenko
- Opereta "Violeta de Montmartre" d'Imre Kalman
- Programes de concert i teatre "Música màgica de l'orquestra", "Música de teatre i cinema", "Cançons de guerra, cançons de Victòria", "Raigs musicals", "Màscara, et conec!", "Com nosaltres a Ucraïna", "Discoteca, retro, jazz"